# Bradfield St George
Bradfield St George est un village et une paroisse civile du Suffolk, en Angleterre.